# Lophocampa sesia
Lophocampa sesia är en fjärilsart som beskrevs av Jan Sepp 1852. Lophocampa sesia ingår i släktet Lophocampa och familjen björnspinnare. Inga underarter finns listade i Catalogue of Life.